# Егзогена депресија
Егзогена депресија је депресија услед екстерних животних догађаја који су стресни или изазивају осећање несреће. Појам се користи да опише акутну депресију појединца који има здраве афекте, али тренутно пролази фазу туговања као последицу неуспеха да постигне важан социјални циљ.